# Radkov (Moravia-Slesia)
Radkov (in tedesco Ratkau) è un comune della Repubblica Ceca facente parte del distretto di Opava, nella regione della Moravia-Slesia.